# Villa dei Vescovi

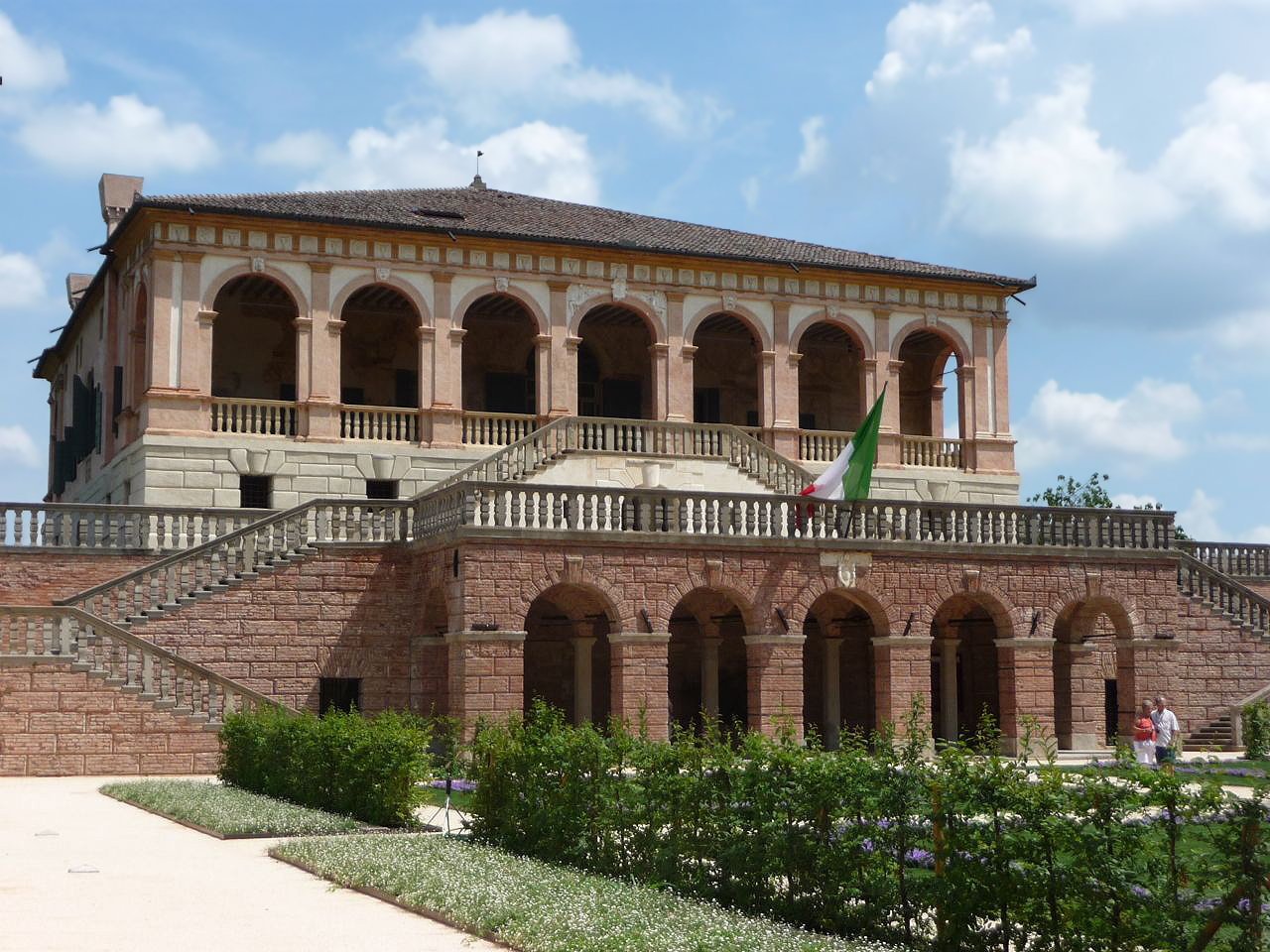
Villa dei Vescovi mit Eingang von Westen 2011

Villa dei Vescovi ist eine prä-palladianische venezianische Villa aus dem 16. Jahrhundert in Torreglia, Ortsteil Luvigliano, in der Provinz Padua in den Euganeischen Hügeln. Sie war der Sommersitz des Bischofs von Padua Francesco Pisani. Sie ist ein Beispiel der Renaissance-Architektur in Venetien und enthält eine Serie von Fresken aus der Zeit vor Paolo Veronese.
Sie zählt zu den nationalen Denkmälern (monumento nazionale) des italienischen Staates und ist seit 2005 im Besitz des FAI – Fondo Ambiente Italiano, der italienischen Stiftung für Denkmal- und Umweltschutz.

## Geschichte
Ende des 15. Jahrhunderts ließ Bischof Jacopo Zeno durch den Architekten Bartolomeo Bon den Grundstein für das Gebäude errichten, das als Rückzugsort und Sommerresidenz für die Bischöfe von Padua geplant war. 1501 erfolgten erste Erweiterungen auf Wunsch des Bischofs Pietro Barozzi, wesentliche Erweiterungen folgten in den Jahren 1535 und 1543 durch Bischof Francesco Pisani, der den Architekten Giovanni Maria Falconetto unter Leitung Alvise Cornaros, mit den Arbeiten betraute. Nach seinem Tod 1535 folgte ihm Andrea da Valle, der die Bauarbeiten umsetzte. Einige Arbeiten werden Giulio Romano zugeschrieben, so die Aufteilung der Räume und die Rustika im Erdgeschoss der Villa. Die Stuckarbeiten werden Della Valle zugeschrieben, während mit der Ausführung der Freskenmalerei im Jahr 1543 der flämische Maler Lambert Sustris beauftragt wurde, der sich um die gesamte Dekoration kümmerte. Aus verschiedenen Dokumenten lässt sich schließen, dass auch Gualtiero Dall'Arzere, genannt „Il Padovano“ einigen Beitrag zu den Dekorationen beigetragen hat, wenn auch keine der erhaltenen Fresken ihm zugeschrieben werden können.
Der Kardinal Francesco Pisani organisierte in der Villa einen wichtigen Zirkel Intellektueller aus literarischen und humanistischen Kreisen.
In den Jahren 1562 bis 1565 wurden nach Entwürfen Andrea da Valles die Einfriedung und die Eingangsportale hinzugefügt.
In der zweiten Hälfte des 18. Jahrhunderts wurde die Aufteilung der Räumlichkeiten in der herrschaftlichen Etage verändert: der Innenhof wurde geschlossen und vier seitliche Zimmer um einen zentralen Salon eingebaut, entsprechend der typischen Grundrisse der späten venezianischen Villen.
Die Villa blieb im Besitz der Bischöfe von Padua bis ins Jahr 1962, als sie von Vittorio und Giuliana Olcese erworben wurde. Die Familie Olcese ließ die Villa restaurieren und stellte die ursprüngliche bauliche Struktur wieder her. Im Jahr 1966 befreite Alessandro Ballarin die Fresken vom darüber liegenden Verputz, Clauco Benito Tiozzo übernahm deren Restaurierung.
Im Jahr 2005 stiftete die Familie Olcese den gesamten Komplex dem FAI – Fondo Ambiente Italiano, der sich verpflichtete, die in den 1960er Jahren begonnenen Restaurierungen, insbesondere der Fresken, fortzuführen und zu verbessern.
Die Villa ist seit dem Jahr 2011 für das Publikum geöffnet.

## Architektur
Die Villa stützt sich auf eine Terrasse auf dem Gipfel des Hügels, die mittels Treppen erreicht wird, deren Bögen in den Abhang eingebaut sind. Zu dem Komplex gehören landwirtschaftliche Gebäude, der Stall, die Wohnung des Verwalters und vier monumentale Portale sowie ein großer Garten mit Weinstöcken.
Das rote und das grüne Apartment im Innern der Villa werden heute vom FAI als Gästezimmer vermietet.

## Bibliographie
- L. Borromeo Dina (Hrsg.): Il libro del FAI, Milano 2005, S. 241–255
- L. Borromeo Dina (Hrsg.): Villa dei Vescovi, Milano 2012, ISBN 9788897221067